# Оспедале Санта-Мария-Нуова
Оспедале Санта-Мария-Нуова, полное название: Архиспедале Санта-Мария-Нуова (итал. Ospedale di Santa Maria Nuova, L'arcispedale di Santa Maria Nuova — Главный новый приют, или больница, Святой Девы Марии) — старейшее благотворительное учреждение, которое всё ещё действует во Флоренции, Италия. Расположено на одноимённой площади в историческом центре города. Часть больницы функционирует в качестве музея.
За свою многовековую историю больница и её церковь Сант-Эджидио (Святого Эгидия) были украшены многими произведениями искусства, некоторые из которых теперь переданы в музеи. Оспедале также занимает особое место в истории медицины, прежде всего, благодаря старинному факультету медицины и хирургии и работе известного медика Маурицио Буфалини. В 1901 году комплекс построек Оспедале был зарегистрирован Главным управлением древностей и изящных искусств в качестве национального художественного наследия.

## История

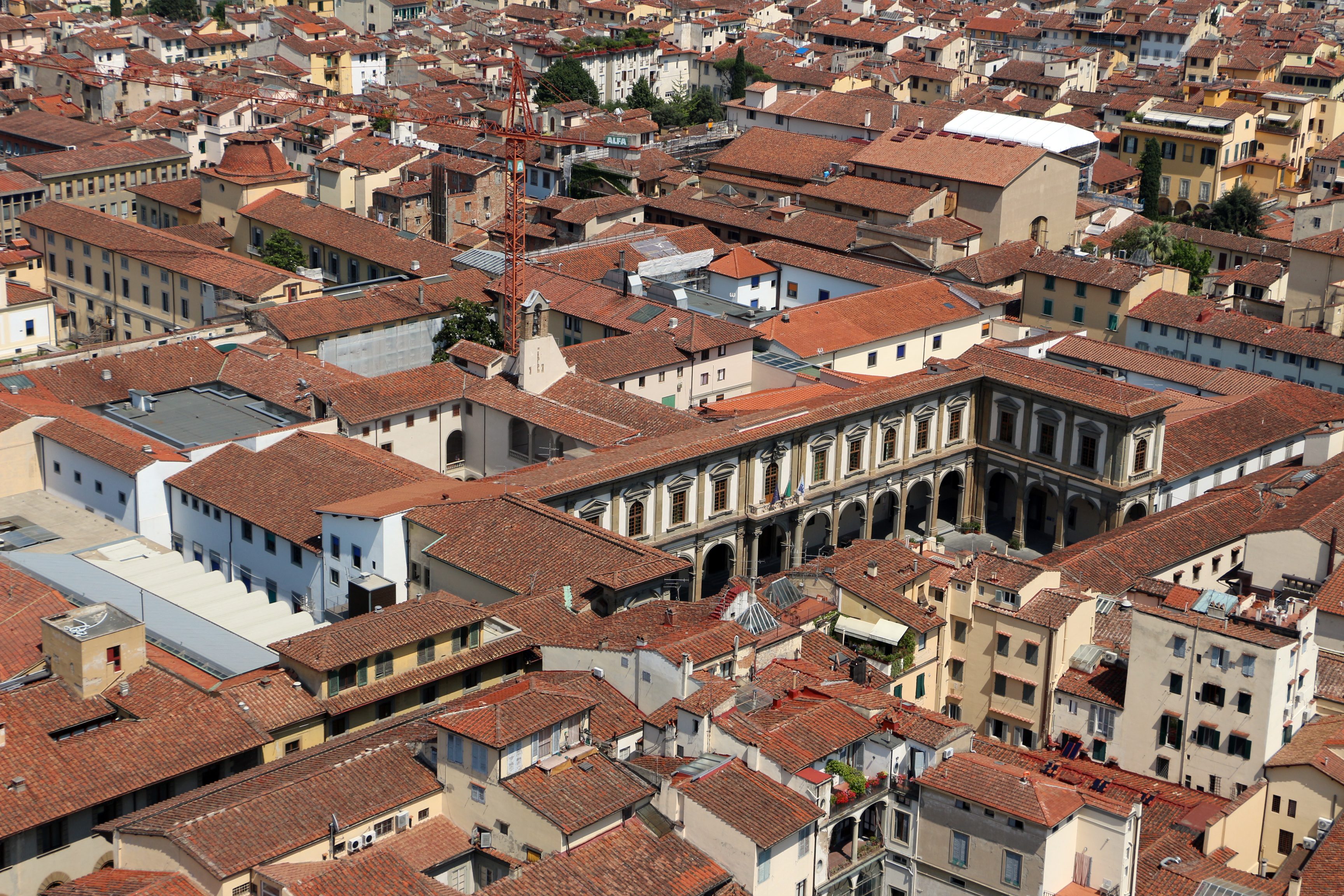
Общий вид Оспедале с купола Флорентийского собора

24 апреля 1285 года Фолько Портинари, отец Беатриче, тайной возлюбленной Данте Алигьери, приобрёл участок земли с фермерским домом напротив церкви Сант-Эджидио. Как и многие богатые банкиры, подозреваемые в ростовщичестве, в конце жизни он хотел искупить свою душу благотворительностью, оказывая помощь больным и страждущим. Фолько был вдохновлён добротой и благотворительной деятельностью своей служанки Монны Тессы (Monna Tessa), чьи останки можно увидеть в «клуатре костей» бывшего монастыря, ныне музея больницы. Сама Монна Тесса вместе с другими благочестивыми женщинами сразу после основания больницы дала жизнь конгрегации Облаты облатов, терциариев, предшественников сестёр милосердия, которые ухаживали за больными. 31 декабря 1289 года Фолько умер и был похоронен в капелле Оспедале, где в 1327 году была похоронена и Монна Тесса.
Учреждение быстро стало богатым и влиятельным благодаря многочисленным наследствам и пожертвованиям. Оно имеет не только историческую, но и художественную ценность, из-за множества произведений искусства, созданных некоторыми из лучших флорентийских художников на протяжении веков. Потребности больницы во многих случаях вступали в противоречие с необходимостью сохранения художественных произведений. Поэтому многие произведения были перенесены в музеи, расположенные поблизости, такие как Оспедале дельи Инноченти и Сан-Марко. Собственно больница была разделена на две части: женскую и мужскую, и могла вместить около двухсот пациентов. В 1321 году медицинская помощь вышла на передовые позиции благодаря основанию хирургической школы, связанной с недавно созданным институтом (Studio fiorentino appena istituito).
В пятнадцатом веке больница переживала экономическое процветание, и в 1419 году её посетил папа Мартин V. В 1420 году пристройка монастыря архитектором Биччи ди Лоренцо ознаменовала значительное расширение учреждения. В 1584 году Оспедале был передан дом Бьянки Каппелло, известной возлюбленной великого герцога Франческо I Медичи. В пристройке сохранился люнет с изображением «Пьеты» работы мастерской Джованни делла Роббиа и скульптура из майолики с образом Мадонны с Младенцем и двух ангелов, приписываемая Микелоццо. В первые десятилетия пятнадцатого века проходы были украшены Никколо ди Пьетро Джерини фресками, которые частично сохранились, а некоторые были отделены и помещены в гостиную папы Мартина V, где теперь находится кабинет президента больницы. В «Клуатре костей» находилась отдельная фреска, изображающая «Страшный суд» работы Фра Бартоломео (позднее помещена в музей Сан-Марко).
В конце XVI века помещения Оспедале украшали произведениями известных художников. Скульптор Джамболонья выполнял декоративную лепку; Алессандро Аллори расписал фресками капеллу мужского отделения. Стены и потолок женского отделения расписывал Бернардо Буонталенти.
В 1660 году здания были перестроены архитектором Джованни Баттистой Пьератти. В административном зале (комната и гостиная президента больницы) теперь находятся фрески и другие произведения, перенесённые с фасада церкви Сант-Эджидио и из других монастырей. И напротив, «Распятие со святыми Ромуальдом и Иоанном Крестителем» Андреа дель Кастаньо было перенесено в монастырскую церковь Санта-Мария-дельи-Анджели. «Коронование Девы Марии», терракотовая скульптура, приписываемая Делло Делли, помещена на портал церкви Сант-Эджидио (ныне заменена слепком).

## Клуатр костей
Клуатр (кьостро) костей (Il chiostro delle Ossa), церковь и бывшее место захоронения, были построены в XIX веке. Небольшой храм из серого камня с колоннами, в центре которого находится статуя маркиза Анджиоло Галли Тасси работы Леопольдо Костоли с надписьюпозади скульптуры: «От благодетеля бенефициарам — год MDCCCLXIII» и на лицевой стороне: «Графу Анджиоло Галли, который, подражая благотворительности древних, завещал своё родовое имение — тосканским больницам». Здесь же находится мемориальная доска и памятник Монне Тессе, вдохновившей Фолько Портинари на создание Оспедале.

## Галерея

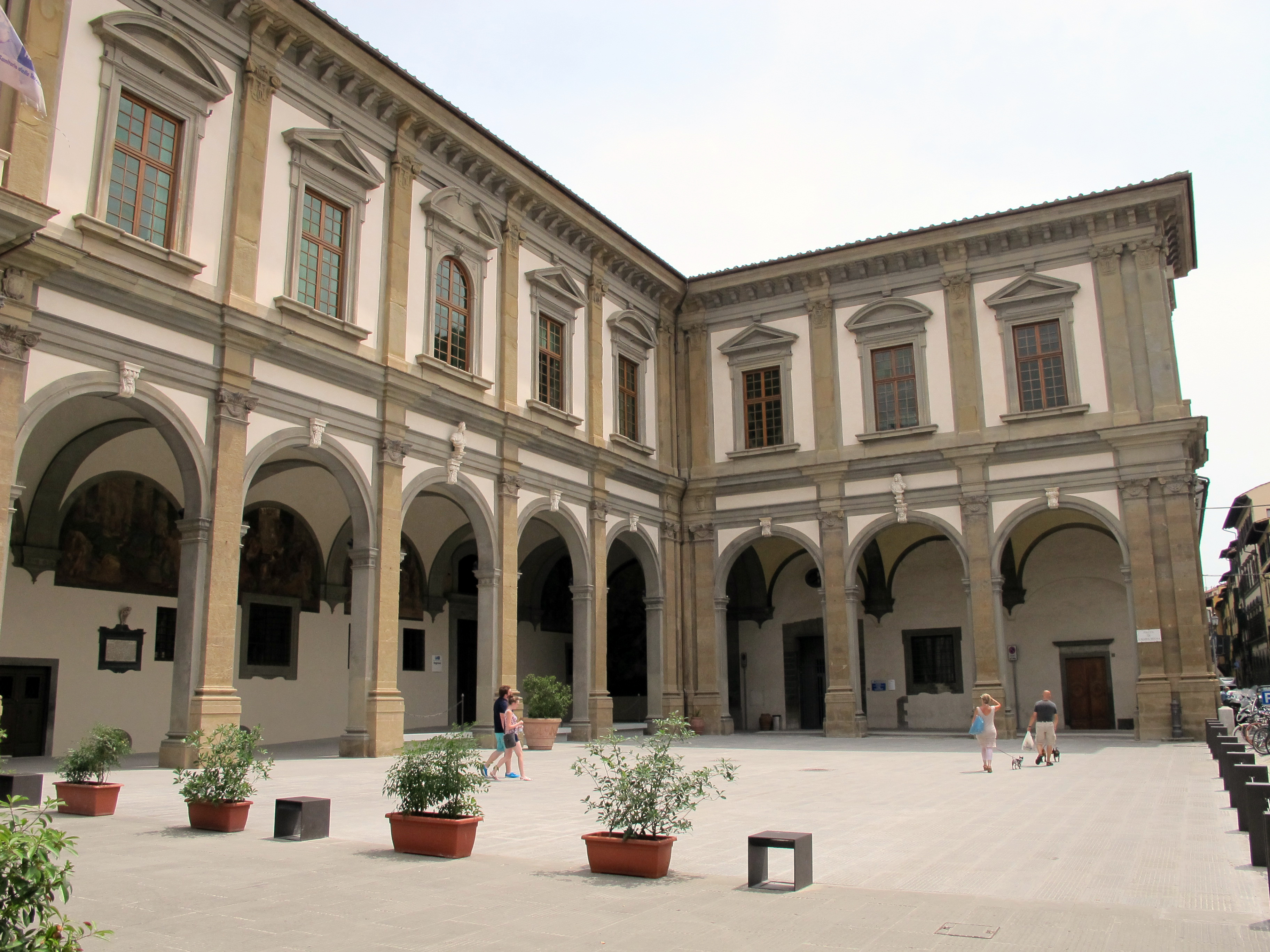
Галерея Оспедале после реставрации
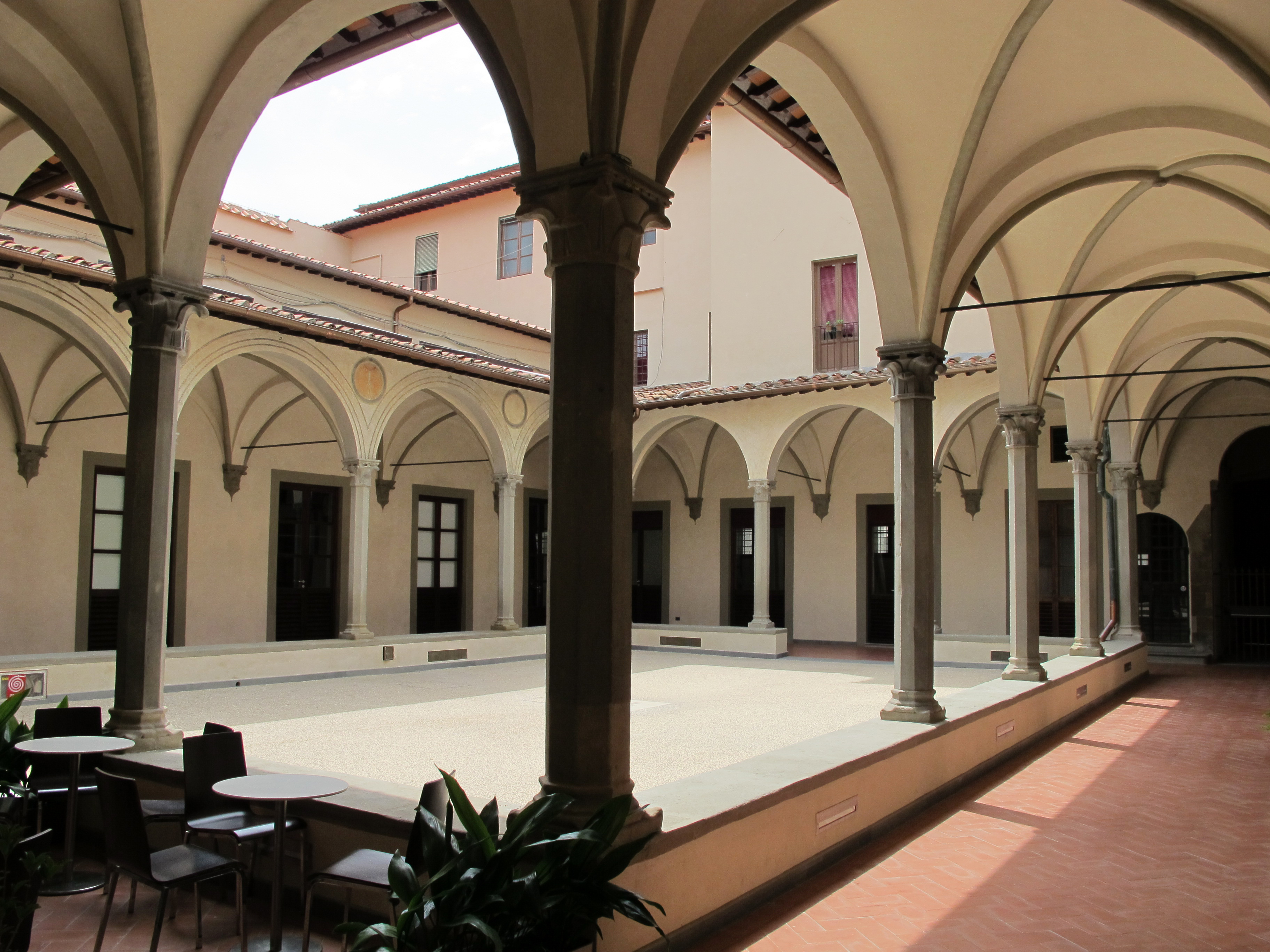
Клуатр больницы
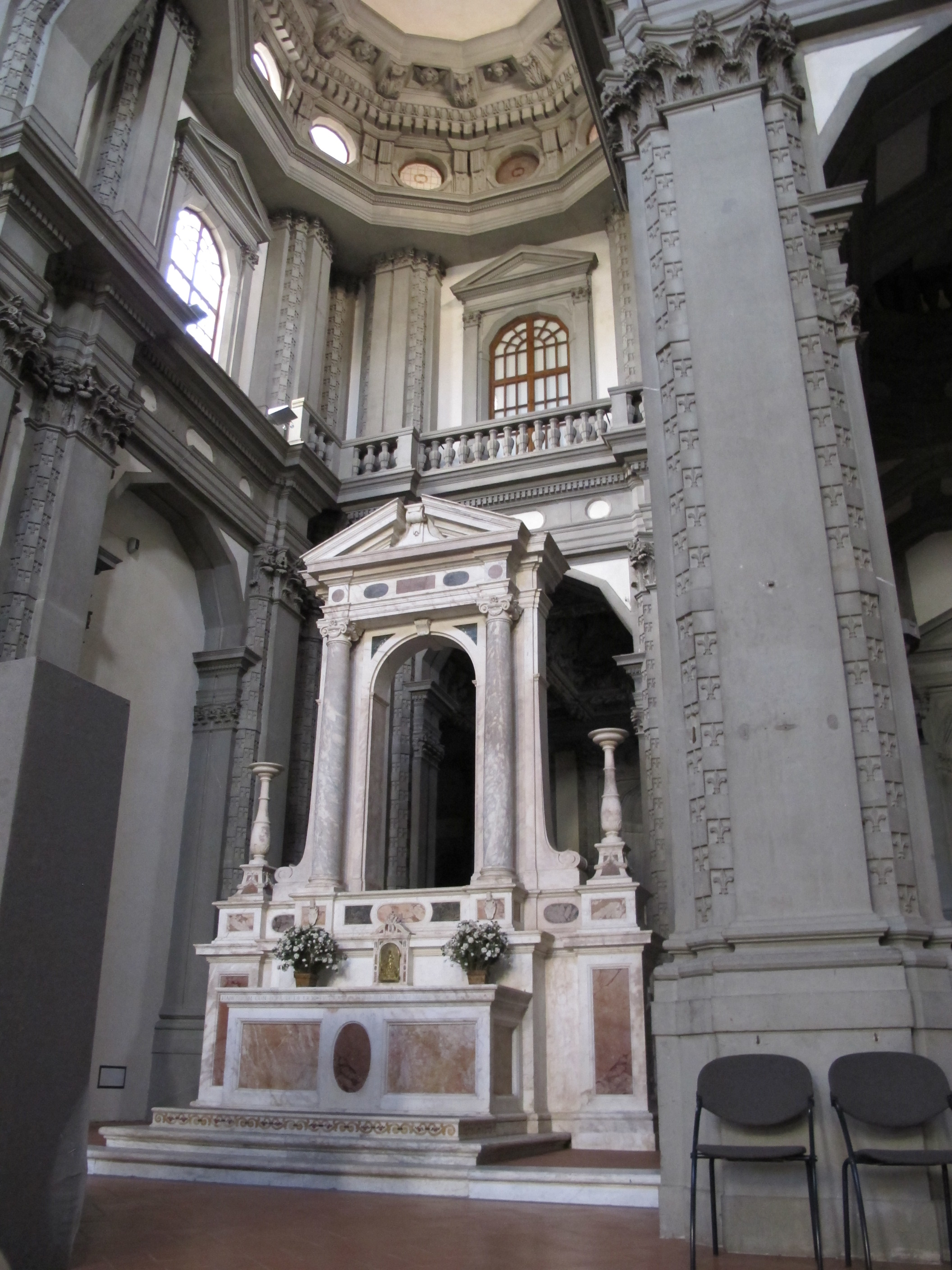
Алтарь капеллы мужского отделения. Архитектор Джамболонья (ныне находится в церкви Санто-Стефано-аль-Понте)
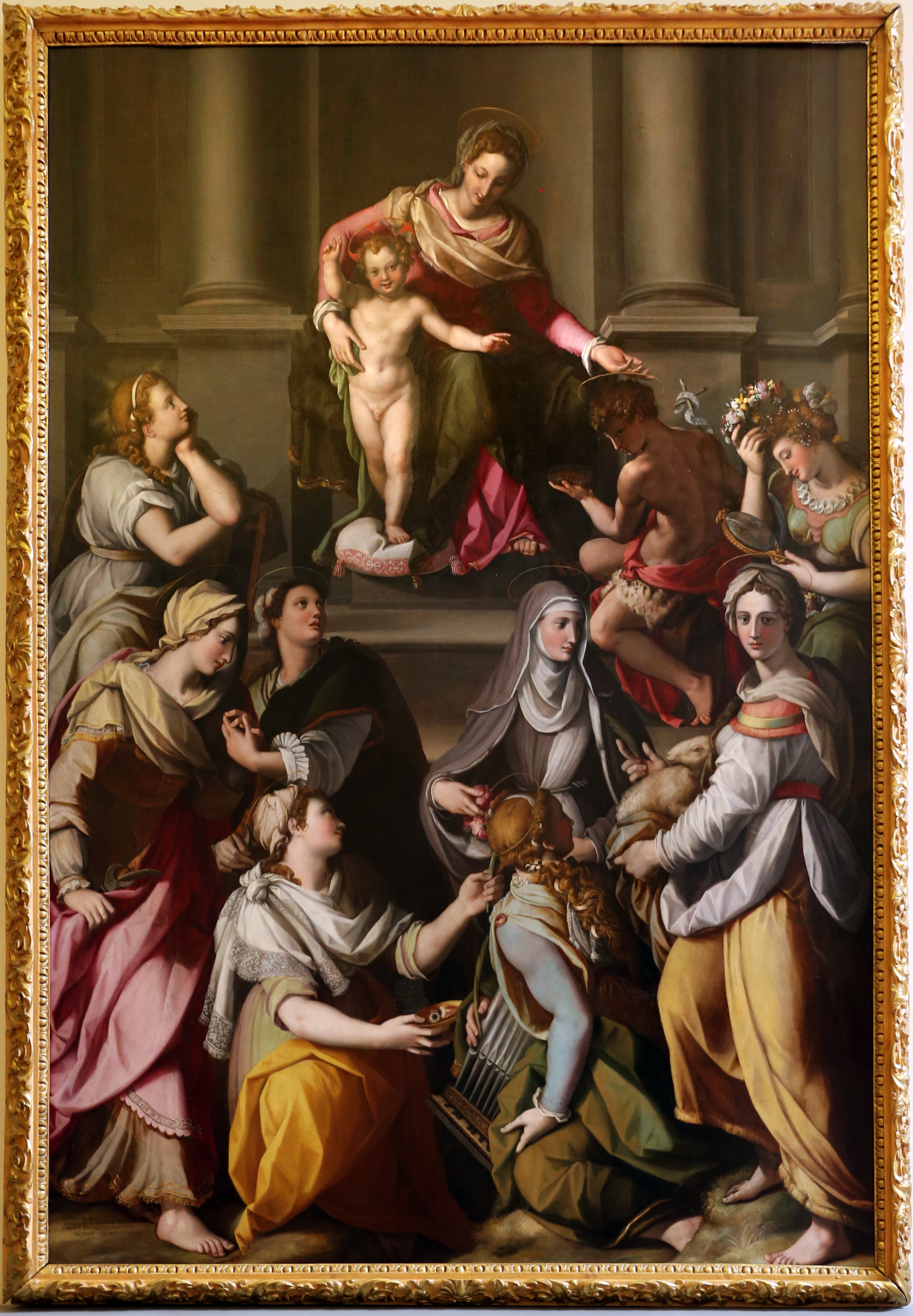
A. Аллори. Мадонна на троне с Младенцем, святыми и аллегориями жизни деятельной и созерцательной. 1575
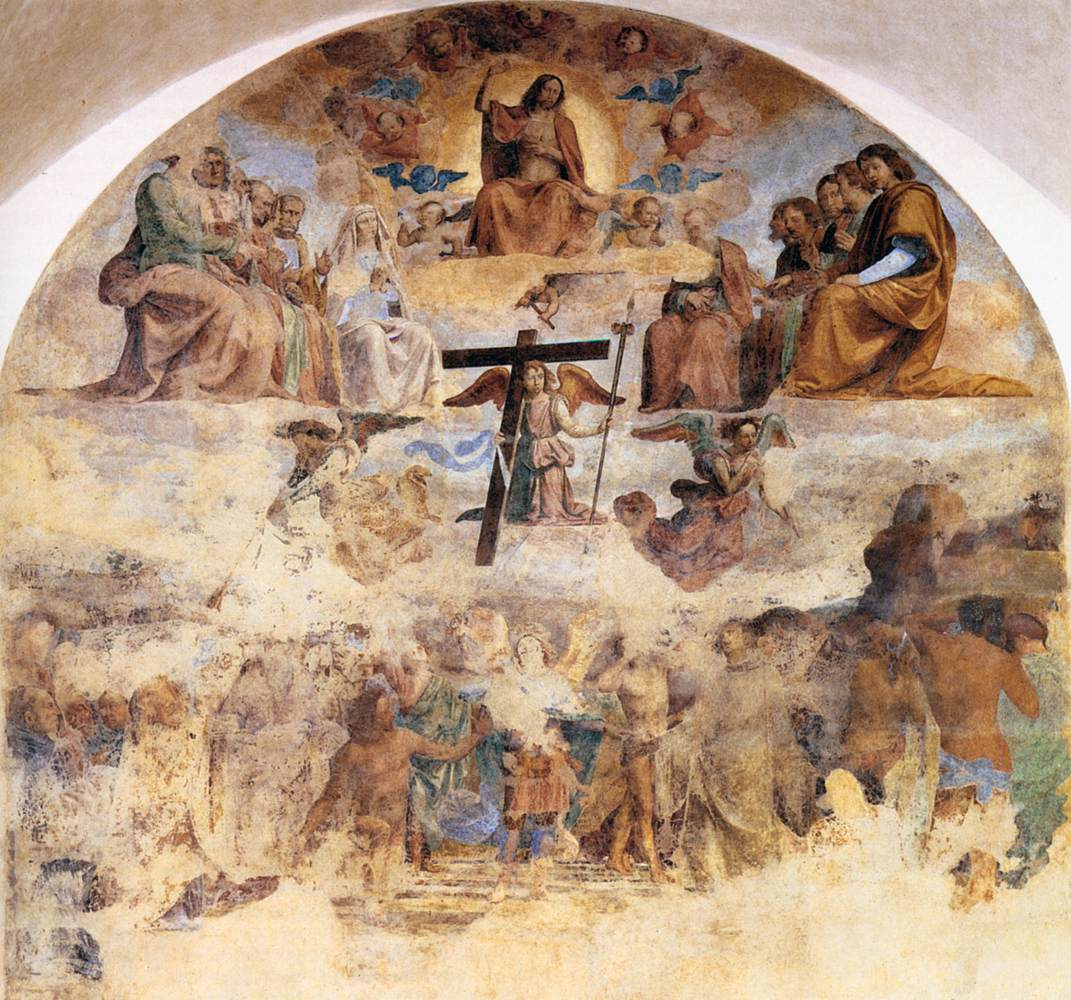
Фра Бартоломео. Страшный суд. 1499. Фреска (теперь в монастыре Сан-Марко)
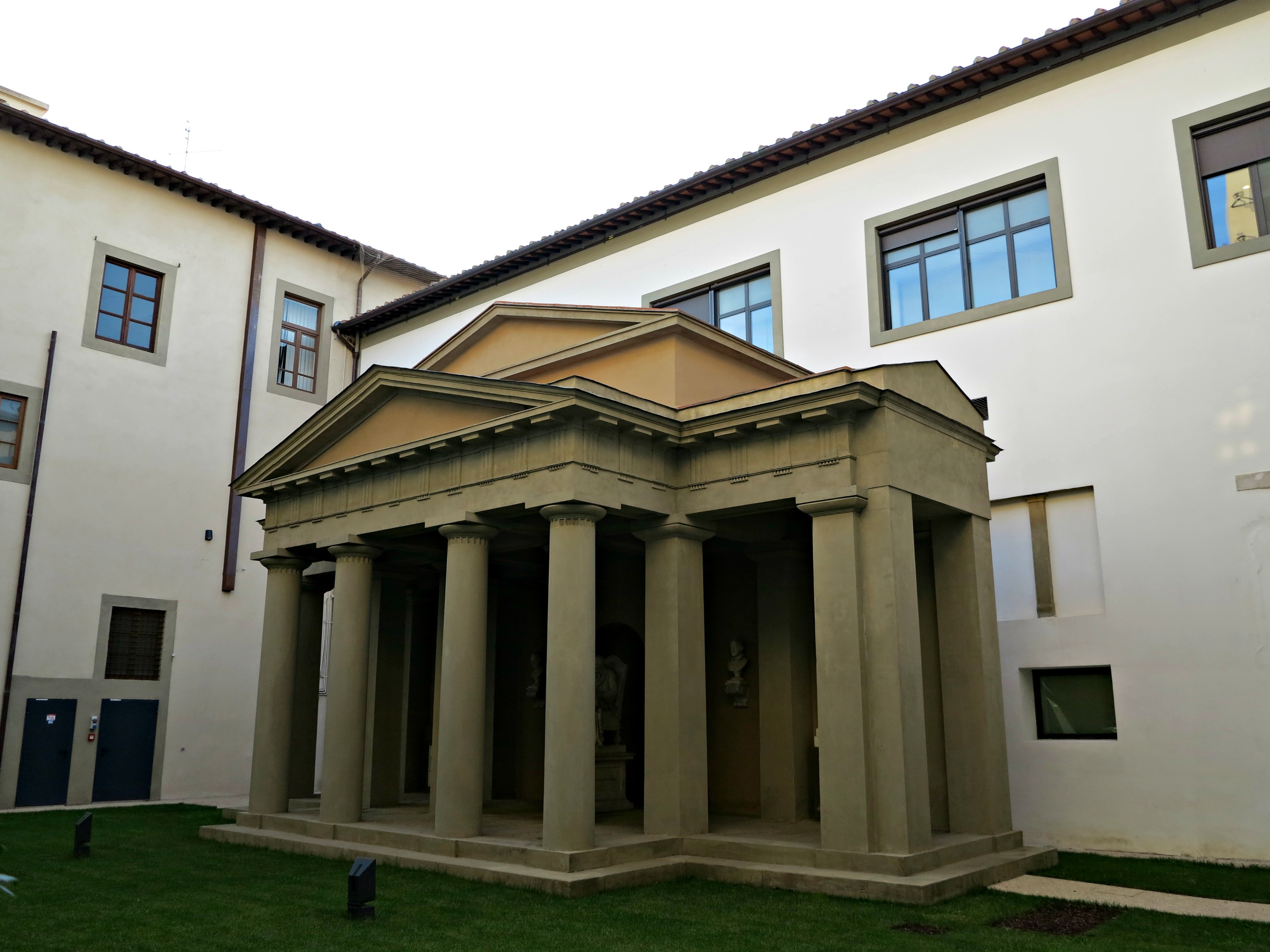
Клуатр костей
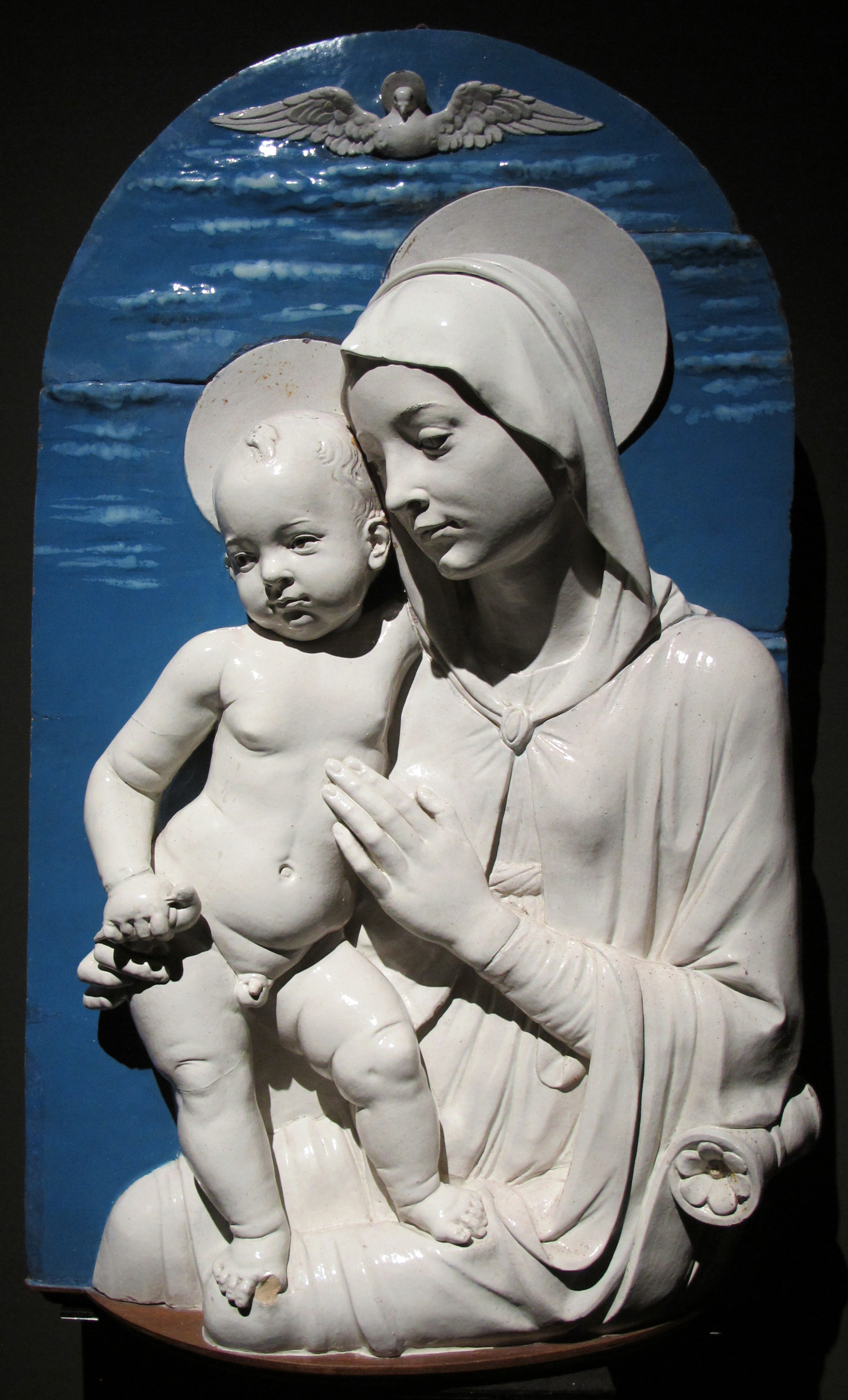
Мадонна с Младенцем. Мастерская Андреа делла Роббиа. 1470-1475. Майолика
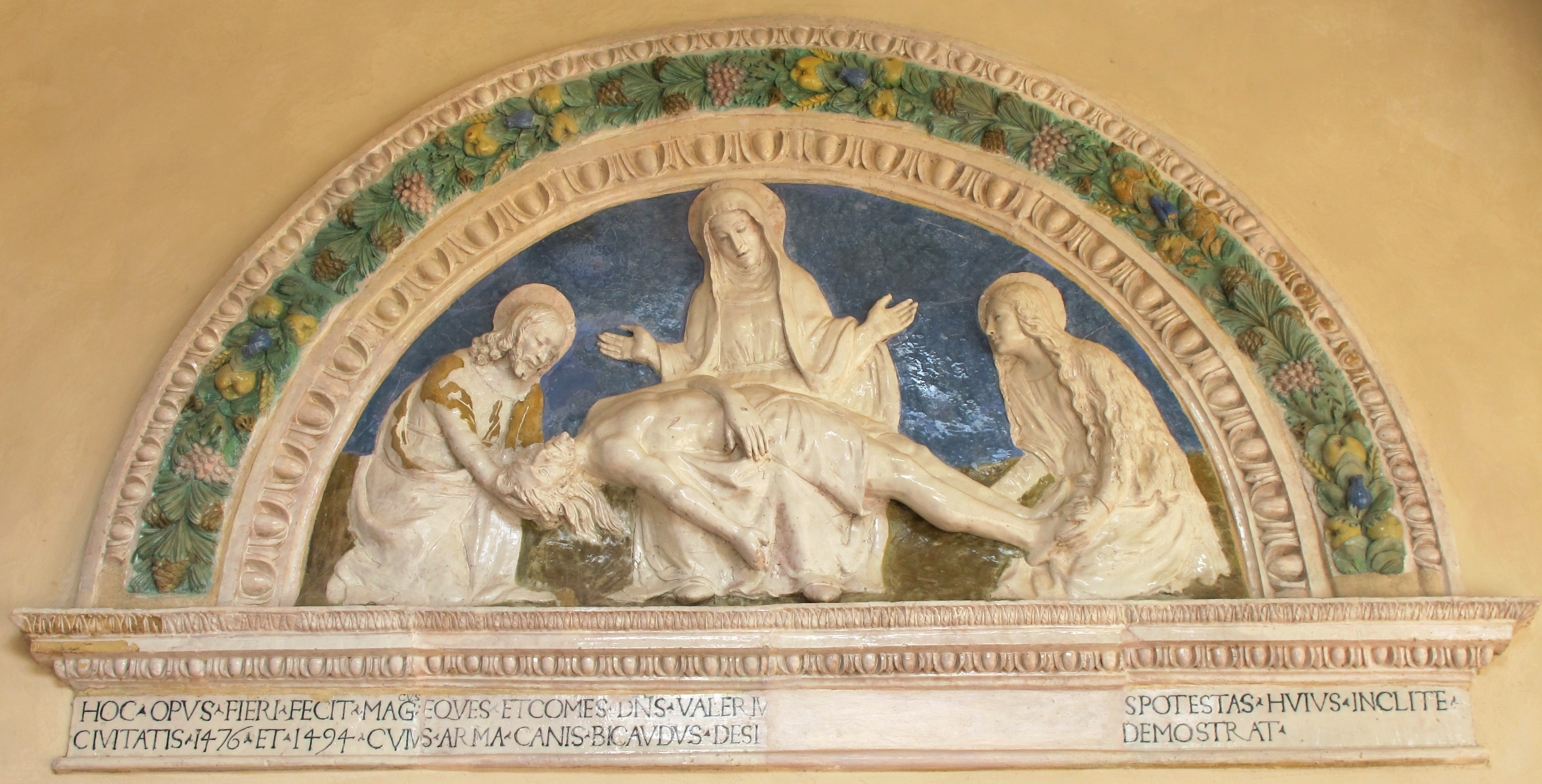
Пьета. Рельеф люнета. Мастерская Джованни делла Роббиа, Флоренция. Майолика
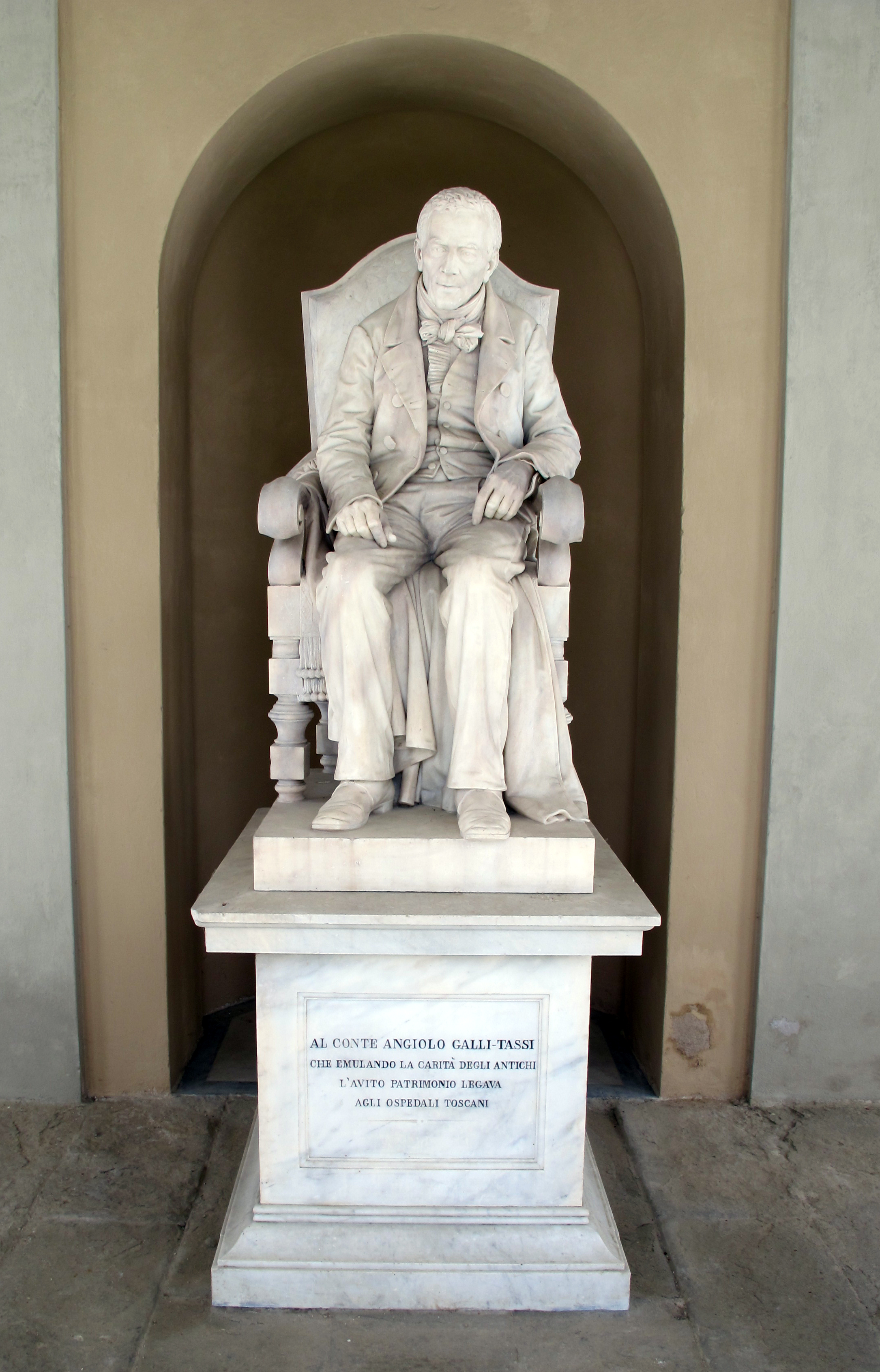
Л. Костоли. Памятник маркизу Анджиоло Галли Тасси. 1873
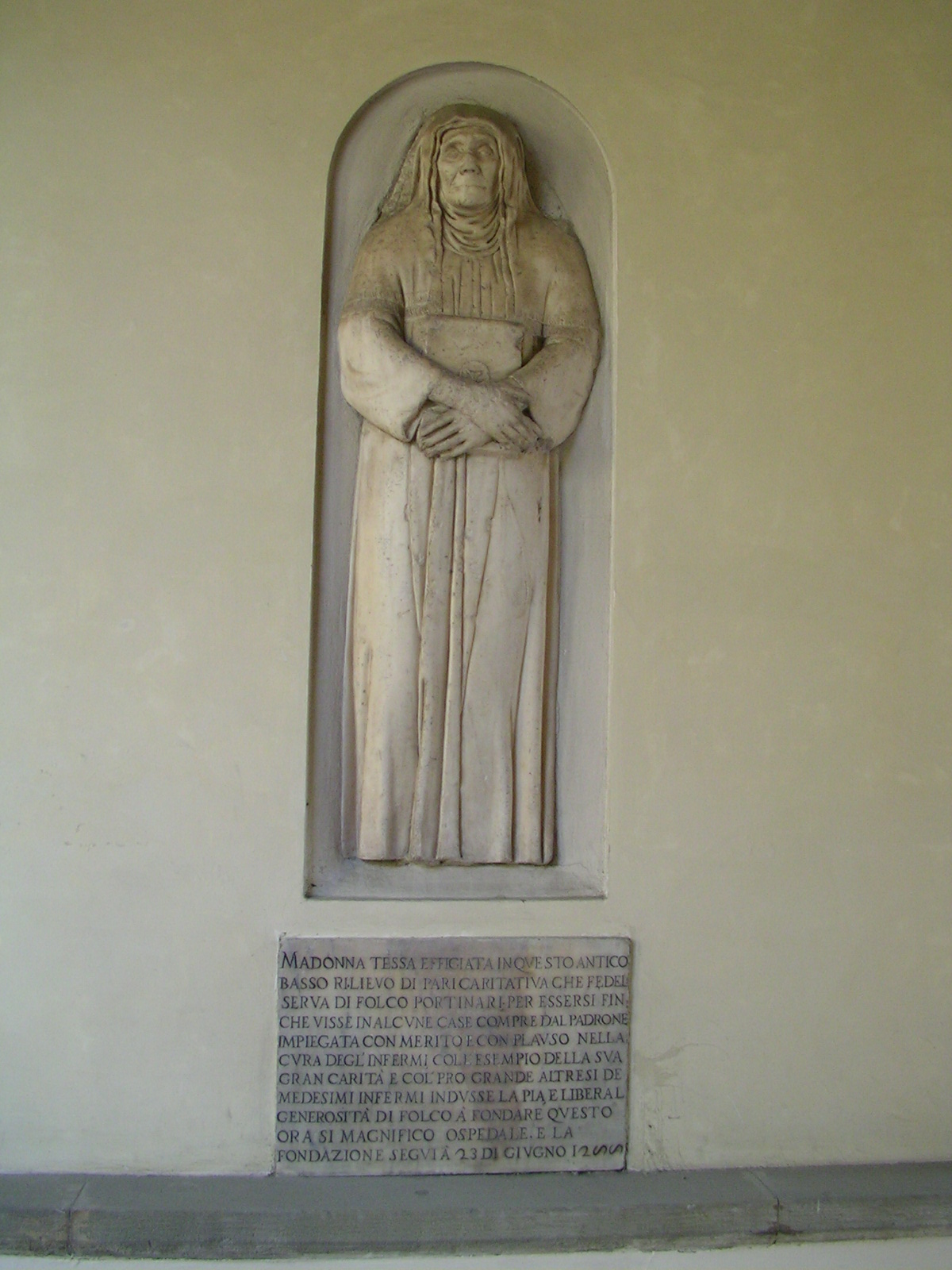
Памятник Монне Тессе